# Stereophyllum fulvum
Stereophyllum fulvum är en bladmossart som beskrevs av Georg Friedrich von Jaeger 1880. Stereophyllum fulvum ingår i släktet Stereophyllum och familjen Stereophyllaceae. Inga underarter finns listade i Catalogue of Life.